# Manfred Beer
Manfred Beer (ur. 2 grudnia 1953 w Altenbergu) – niemiecki biathlonista reprezentujący NRD, brązowy medalista olimpijski i trzykrotny medalista mistrzostw świata.

## Kariera
W 1974 roku wystartował na mistrzostwach świata w Mińsku, zajmując 27. miejsce w sprincie i czwarte w sztafecie. Pierwszy sukces osiągnął podczas rozgrywanych dwa lata później igrzysk olimpijskich w Innsbrucku, razem z Karlem-Heinzem Menzem, Frankiem Ullrichem i Manfredem Geyerem zdobywając brązowy medal w sztafecie. Zajął tam także 27. miejsce w biegu indywidualnym.
Kolejny medal zdobył na mistrzostwach świata w Vingrom w 1977 roku, gdzie w sztafecie zdobył brązowy medal. Osiągnął tam też swój najlepszy wynik indywidualny w zawodach tego cyklu, kończąc sprint na piątej pozycji. Zdobył też dwa złote medale w sztafecie: na mistrzostwach świata w Hochfilzen (1978) i mistrzostwach świata w Ruhpolding (1979). W obu przypadkach reprezentacja NRD wystąpiła w składzie: Manfred Beer, Klaus Siebert, Frank Ullrich i Eberhard Rösch.
Po zakończeniu kariery pracował jako trener w Zinnwald.
Jego córki, Katja i Romy, również zostały biathlonistkami.

## Osiągnięcia

### Igrzyska olimpijskie
| Rok  | Miejscowość | Konkurencje | Konkurencje | Konkurencje | Konkurencje | Konkurencje | Konkurencje | Konkurencje |
| Rok  | Miejscowość | IN          | SP          | PU          | MS          | RL          | MR          | SR          |
| ---- | ----------- | ----------- | ----------- | ----------- | ----------- | ----------- | ----------- | ----------- |
| 1976 | Innsbruck   | 27.         | nd.         | nd.         | nd.         | 3.          | nd.         | –           |

### Mistrzostwa świata
| Rok  | Miejscowość | Konkurencje | Konkurencje | Konkurencje | Konkurencje | Konkurencje | Konkurencje | Konkurencje |
| Rok  | Miejscowość | IN          | SP          | PU          | MS          | RL          | MR          | SR          |
| ---- | ----------- | ----------- | ----------- | ----------- | ----------- | ----------- | ----------- | ----------- |
| 1974 | Mińsk       | –           | 27.         | nd.         | nd.         | 4.          | nd.         | –           |
| 1977 | Vingrom     | 5.          | 15.         | nd.         | nd.         | 3.          | nd.         | –           |
| 1978 | Hochfilzen  | 15.         | –           | nd.         | nd.         | 1.          | nd.         | –           |
| 1979 | Ruhpolding  | 14.         | –           | nd.         | nd.         | 1.          | nd.         | –           |

### Puchar Świata

#### Miejsca w klasyfikacji generalnej
| Sezon     | Miejsce |
| --------- | ------- |
| 1977/1978 | 19.     |
| 1978/1979 | ?       |
| 1979/1980 | 9.      |

#### Miejsca na podium chronologicznie
| Lp. | Dzień       | Rok  | Miejscowość | Konkurencja     | Lokata | Pudła | Czas biegu | Strata | Zwycięzca     |
| --- | ----------- | ---- | ----------- | --------------- | ------ | ----- | ---------- | ------ | ------------- |
| 1.  | 26 stycznia | 1980 | Anterselva  | Sprint na 10 km | 3.     | 0+0   | 34:51,7    | +8,8   | Frank Ullrich |